# Cláudia Varejão
Pour les articles homonymes, voir Varejão.
Cláudia Varejão, née en 1980 à Porto, est une documentariste et photographe portugaise.

## Biographie
Cláudia Varejão étudie le cinéma à la Fondation Calouste-Gulbenkian de Lisbonne, en partenariat avec l'Académie allemande du film et de la télévision de Berlin. La réalisatrice complète sa formation en intégrant l'Académie internationale du film de São Paulo au Brésil.

## Carrière professionnelle
À Lisbonne, Cláudia Varejão suit des cours de photographie à l'ArCo - Centre d'Art et de Communication visuelle, où elle réalise ses premiers courts métrages documentaire et fictionnel à l'exemple de la série Fim-de-Semana ou des films Um Dia Frio et Luz da Manhã.
En 2016, la cinéaste passe le cap du documentaire long format avec No Escuro do Cinema Descalço os Sapatos (Dans l’obscurité du cinéma, j’enlève mes chaussures). À l'occasion des 40 ans du Ballet national du Portugal, sa caméra se pose une année dans le quotidien de la troupe de danseurs classiques.
La même année, le documentaire Ama-San est présenté en avant-première au Festival international du film de Karlovy Vary. Pour ce projet, lauréate d'une bourse d'études, Cláudia Varejão mène une enquête photographique et ethnographique au Japon à la recherche des Ama,. Surnommées les sirènes du Japon, cette communauté exclusivement féminine regroupait dans les années 1950 près de 70 000 pêcheuses hors pair, plongeant nues à la recherche de perles et coquillages en tout genre.

## Filmographie
- 2004 : Falta-Me (Court métrage)
- 2007 : Fim-de-Semana - Weekend (Court métrage)
- 2007 : Fim-de-Semana (Court métrage)
- 2009 : Um Dia Frio (Court métrage)
- 2011 : Luz da Manhã (Court métrage)
- 2016 : No Escuro do Cinema Descalço os Sapatos (Documentaire)
- 2016 : Ama-San (Documentaire)

- 2020 : Amor Fati

- 2022 :  Lobo e Cão (Loup & chien), min 111

## Distinctions
Parmi une liste non exhaustive :
- 2009 : Prix du meilleur court métrage, Um Dia Frio, Cineport - Portuguese Film Festival, Portugal
- 2009 : Premier prix, Um Dia Frio, Festival international du court métrage de Lille, France
- 2009 : Grand prix du jury, Um Dia Frio, Cinemed - Festival du cinéma méditerranéen de Montpellier, France
- 2012 : Prix du meilleur court métrage, Luz da Manhã, Árvore da Vida Award, Festival international du cinéma indépendant IndieLisboa de Lisbonne, Portugal
- 2016 : Prix du meilleur film portugais, Ama-San, Doclisboa International Film Festival, Portugal
- 2016 : Prix du meilleur documentaire, Ama-San, Festival international du film de Karlovy Vary, République tchèque
- 2016 : Prix spécial du jury, Ama-San, Bellona Prize, Festival Message To Man, Russie
- 2017 : Grand prix du jury, Ama-San, Play-Doc - International Documentary Festival, Espagne
- 2023 : Prix du jury pour Loup et chien (Lobo e Cão) au Festival Écrans mixtes de Lyon